# شيرمان رينولدز
شيرمان رينولدز (بالإنجليزية: Sherman Reynolds)‏ هو سياسي أمريكي، ولد في 29 ديسمبر 1878 في الولايات المتحدة، وتوفي في 21 أبريل 1958 في تشيكو في الولايات المتحدة. حزبياً، نشط في الحزب الجمهوري.